# Entre nous et le sol
Singles de Christophe Willem
Heartbox
(2009) Sensitized
(2010)
Pistes de Caféine
La demande Plus que tout
Entre nous et le sol est une chanson pop de Christophe Willem. Elle est le quatrième single extrait de son album Caféine et est sortie en mars 2010. Christophe Willem a également enregistré une version anglaise, intitulée State of Grace.

## Autour de la chanson
La chanson a été écrite en anglais et initialement été proposée à la chanteuse américaine Britney Spears. Celle-ci l'a enregistrée pour apparaître sur son album Blackout, sorti en 2007, mais n'a pas été retenue sur la version finale de cet album,. Par la suite, la chanson a été proposée à Christophe Willem, qui a enregistré à la fois une version anglaise et une version française, sur une musique identique. Les paroles françaises ont été adaptées par la chanteuse et auteure-compositrice Skye et par Christophe Willem lui-même.
Le titre a été entièrement produit à Londres : l'enregistrement a eu lieu aux Therapy Studios, aux Sphere Studios et aux Universal Music Publishing Studios, le mixage aux Therapy Studios, et le mastering au The Exchange. Les deux versions du titre ont été réalisées par Steve Anderson,. La version française, Entre nous et le sol, apparaît sur l'album Caféine, tandis que la version anglaise State of Grace, apparaît sur le premier album anglophone de Christophe Willem, intitulé Heartbox.
La version démo de la chanson enregistrée par Britney Spears a fait l'objet d'une fuite et est disponible sur des plateformes telles que YouTube.
Le clip de Entre nous et le sol a été dévoilé en avril 2010. La vidéo présente une scène simple où Christophe Willem interprète la chanson derrière une vitre mouillée, immergé sous une pluie délicate, ou avec un arrière-plan de nuages. Des séquences de danse mettant en scène une artiste aux cheveux mouillés viennent s'entrelacer.
Le single ne s'est ni classé au Top 50 français, ni au classement Ultratop de la Belgique francophone. Dans le classement iTunes en France, le titre s'est classé pendant sept jours en mai 2010, atteignant la 17e place.

## Personnel
- Steve Anderson - arrangement des cordes, claviers, programmation, ingénieur son, mixage
- Joshua Blair - ingénieur son (cordes)
- Dave Daniels - premier violoncelle
- Lisa Greene - chœurs
- Isobel Griffiths - régie cordes
- Julian Kershaw - arrangement des cordes, direction des cordes
- Steve Lee - guitare
- Mike Marsh - mastering
- Perry Montague-Mason - premier violon
- Ronan Phelan - assistant ingénieur son (cordes)
- Emlyn Singleton - second violon
- Skye - chœurs
- Nicole Wiemann - ingénieur son (voix)